# 兰加拉
兰加拉（Langara）是印度尼西亚东南苏拉威西省的一个城镇，是科纳韦群岛县的县治所在，位于苏拉威西岛东南的沃沃尼岛西北。2010年统计，兰加拉所在的西沃沃尼区（Kecamatan Wawonii Barat）共有6,410人。

## 资料来源
1. ↑  Biro Pusat Statistik, Jakarta, 2011.